# شرکت یوشوند
شرکت یوشوند یک منطقهٔ مسکونی در ایران است که در دهستان زیاران واقع شده‌است. شرکت یوشوند ۶۵ نفر جمعیت دارد.